# Risque chimique
Le risque chimique est dû à une exposition (professionnelle ou non) à un agent chimique dangereux, généralement à l'occasion d'activités de production, manutention, stockage, transport, élimination ou traitement, ou à la diffusion volontaire dans l'environnement de produits chimiques dangereux. 
Cet article (mis à part les problèmes de toxicité traités ailleurs) présente les risques suivants : asphyxie, risques liés au pH, incendie, explosion, fluides cryogéniques, rayonnement ionisant), avec un résumé des conséquences sur les biens et les personnes ou l’environnement ; et les moyens de prévention.

## Situation dans le monde
Les risques chimiques sont immédiats ou différés. Ils existent depuis l'Antiquité mais ils ont augmenté et touche un nombre plus grand de personnes. Avec la délocalisation de nombreuses entreprises polluantes vers des pays où la main-d'œuvre est moins chère et la réglementation plus laxiste, ces risques tendent depuis quelques décennies à « glisser » des pays riches vers des pays émergents producteurs de produits chimiques ou récepteurs de déchets dangereux et/ou toxiques. 
De nombreux sites sont concernés par des séquelles industrielles, accidentelles ou de guerres (stocks, éventuellement immergés de munitions chimiques) sources de risque chimique.

### En France
Dans le monde du travail, selon enquête Sumer / Reach « 33% des salariés ont été exposés à au moins un agent chimique dangereux et 10% des salariés à au moins un produit chimique cancérogène au cours de la semaine précédant l'enquête, soit 2,2 millions de salariés » et un salarié sur dix l'a été à au moins un cancérogène.
Les secteurs du BTP et de l'industrie sont les plus concernés mais de nombreux salariés ou travailleurs indépendant sont dans une large gamme de métiers exposés aux ETM (éléments traces métalliques), aux poussières de bois cancérigènes, à l'amiante, aux poussières de silice, à divers solvants, aux fumées de diesel...  
Selon la Caisse nationale d'assurance-maladie des travailleurs salariés, en 2016 les maladies professionnelles induites par des produits chimiques sont nombreuses (l'amiante étant encore la seconde cause [juste après les troubles musculo-squelettiques]) : Le nombre de reconnaissance de maladies professionnelles a été en 2016 de 3.345 (dont 1.409 cas de cancers). Selon le rapport Frimat, hors amiante, 346 cas de cancers ont été reconnus en 2016 en lien avec une exposition aux agents chimiques dangereux dont 116 cancers de la vessie, 82 cancers provoqués par les goudrons de houille, 73 cancers provoqués par les poussières de bois et 10 cancers liés à l'inhalation de poussières minérales".  En outre, 235 lésions eczématiformes ont été reconnues induites par des produits chimiques en 2016 ainsi que 191 rhinites et asthmes professionnels, et 189 affections non cancéreuses liées à l'inhalation de poussières minérales. 

Le rapport Frimat (2018) préconise vivement de :
- développer la biométrologie [analyses d'urine, sang, cheveux, etc. indicatrice de la contamination et de l'exposition réelle) au lieu de privilégier la mesure de taux atmosphérique de polluants, souvent ponctuelles dans l'espace et dans le temps ;
- allonger la liste[4] de travaux interdits pour les intérimaires et salariés en contrats à durée déterminée (sauf dérogation par la Direccte locale)[2] ;
- créer des amendes administratives pour "non-respect d'obligations formelles en matière de risque chimique (absence d'évaluation du risque chimique, transmission du dossier ACD, avis du CSE sur ce dossier, établissement des notices de poste par exemple)" [2] ;
- élargir la procédure d'arrêt temporaire d'activité au cas de non respect des mesures essentielles de prévention d'exposition à des agents chimiques dangereux [2] ;
- créer une "ristourne travail" pour les entreprises ayant fait une évaluation des risques chimiques et élaboré un plan d'actions avec mise en place d'indicateurs pertinents [2] ;
- taxer les fabricants des produits les plus dangereux (CMR notamment) pour financer la toxicovigilance et la Recherche en toxicologie [2] ;
- élargir le suivi post-professionnel des salariés exposés à des produits chimiques toxiques ou dangereux et mieux organiser le suivi post-exposition à des CMR de salariés encore à l'emploi[2] ;

## Réglementation
Elle varie selon les époques, les pays et les contextes. 
Le risque lié au plomb, au mercure, à l'arsenic et à certains poisons minéraux, végétaux fongique et animaux est connu depuis l'antiquité. 
Mais depuis la révolution industrielle et les progrès de la chimie, la gestion du risque s'est complexifiée en raison notamment de la multiplication du nombre de produits chimiques créés ou mis sur le marché ou diffusé dans l'environnement (pesticides notamment). Ces produits peuvent agir seuls ou synergiquement en mélange (effet cocktail) et/ou via leurs produits de dégradation. 

Les nanotechnologies sont également à l'origine de propriétés nouvelles et de risques nouveaux, encore mal évalués. 
En Europe le risque chimique est principalement cadré par le Règlement Reach. 
En France un nouveau dispositif de prévention et de réparation de l'exposition aux facteurs de risques professionnels (incluant le risque chimique) a été créé le 1er octobre 2017 et le 10 novembre 2017 une mission sur l'exposition aux agents chimiques dangereux a été confiée par les ministères du Travail et de la Santé au Pr. Paul Frimat (spécialiste des questions de santé au travail). Ce dernier devait répondre à 3 questions sur la prévention, la traçabilité et le dédommagement : 1) comment améliorer la prévention de l’exposition des travailleurs aux agents chimiques dangereux ? ; 2) comment opérer un suivi de l’exposition des salariés aux agents chimiques dangereux ? ; 3) comment assurer la prise en compte des spécificités des agents chimiques dangereux dans les règles d’indemnisation ?  

## Grands types de risques chimiques (ou assimilés)

### Explosion

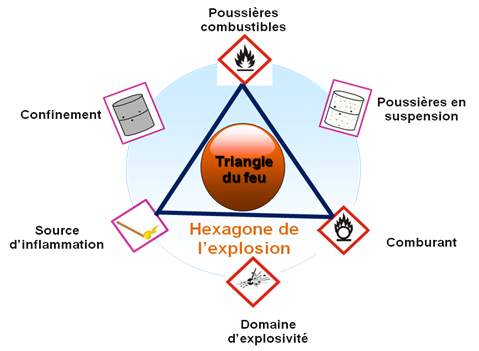
Hexagone de l'explosion

Une explosion peut être causée par différentes substances telles que des gaz, des liquides, des solides (poudres ou poussières inflammables) et correspond à l’évolution d’un système avec libération d’énergie et production d’effets thermiques et mécaniques. Une explosion survient après formation d’une atmosphère dite « explosible ». Les explosions peuvent être de différentes natures : chimique ou physique.
Les risques dus à l’explosion concernent toutes les personnes présentes sur le lieu d'origine de l’explosion et peuvent aussi engendrer des risques pour les personnes à proximité mais pas directement sur le site. L’explosion peut occasionner des blessures graves, mais aussi toucher les fonctions vitales de l’individu. Ces risques concernent surtout des destructions partielles ou totales des locaux. De plus, une explosion peut projeter des débris sur d'autres réacteurs ou zones à risques, créant ainsi une seconde explosion : c'est l'effet missile ou effet domino.
Afin de prévenir tout risque d’explosion, il faudra veiller à identifier les sources d’inflammation. Il faudra aussi essayer de substituer un produit inflammable par un autre produit (moins inflammable), augmenter la granulométrie et éviter l’accumulation de vapeur. La prévention s’applique aussi à la formation du personnel et à la mise à disposition de protections appropriées. La détection d'un début d'explosion est assez difficile, puisque les gaz qui en sont responsables sont inodores. Un réseau d'explosimètres est donc souvent placé aux alentours d'une zone à risque, afin de détecter une concentration anormale en gaz.

### Incendie

Autre pictogramme « produit comburant »

Pictogramme « produit comburant »

Le risque incendie est sensiblement présent lorsque trois facteurs sont réunis : la présence d’un combustible, d’un comburant et d’un apport d’énergie. C’est ce que l’on appelle couramment le triangle du feu.
Le combustible est le matériau susceptible de s’enflammer. Il peut s’agir de composés solides (bois, papier, tissu, etc.), mais aussi de composés liquides (essence, solvants organiques, etc.). Il est possible d’identifier de tels composés grâce au pictogramme « inflammable » présent dans les laboratoires.
Le comburant, quant à lui, est dans la plupart des cas le dioxygène apporté par l’air ambiant. Il existe néanmoins divers composés chimiques capables de jouer ce rôle (peroxydes, peracides, etc.).
Enfin l’apport d’énergie peut être réalisé par la présence d’une source chaude, d’une flamme ou d’une étincelle.
Le déclenchement d’un incendie entraîne des dommages matériaux irréversibles mais aussi des dommages aux personnes exposées.
On distingue plusieurs classes de feux : les feux de classe A (matériaux solides), les feux de classe B (liquides ou solides liquéfiables), les feux de classe C (gaz) et les feux de classe D (les métaux).
Selon le type d’incendie, la réaction à adopter est différente. Il existe ainsi plusieurs types d’extincteurs (portatif, mobile ou fixe) et plusieurs agents extincteurs (eau pour feux de classe A, mousse pour feux de classe B, poudre de type BC, ABC ou D correspondant au cas traité, dioxyde de carbone).

### Risques liés au pH

Pictogramme « produit corrosif »

Les risques liés au pH sont nombreux. Ils peuvent intervenir notamment lors d’un mélange de deux produits qui peut provoquer une variation importante de pH. Cela peut entraîner une augmentation de température (voire l’explosion du récipient), un dégagement de gaz inflammables ou toxiques, la corrosion du récipient ou l’irritation de la peau.
Un pH très acide ou très basique provoque de graves brûlures. Les acides réagissent avec l’eau présente dans la peau de manière très exothermique et c’est ce dégagement de chaleur qui brûle la peau. Les bases, quant à elles, attaquent les protéines de la peau et les dégradent. La peau part en lambeaux et c'est à ce moment-là qu'on ressent ces brûlures.
C'est pourquoi on ne manipule jamais un acide ou une base sans porter des lunettes de protection, une blouse et des gants.
Un déversement d’acide ou de base peut entraîner la corrosion du matériel (sol, paillasses, vêtements, récipients de stockage, etc.) si celui-ci est en métal ou en céramique.
Pour éviter les risques liés au pH, il faut toujours verser (lentement) l’acide dans l’eau (jamais l'inverse), toujours connaître le contenu des solutions et des réactions possibles avant de les mélanger (voir Fiche de données de sécurité). Mais aussi ajouter lentement une solution au milieu réactionnel si celle-ci est susceptible de provoquer un changement de pH qui peut entraîner une importante augmentation de température.

### Asphyxie

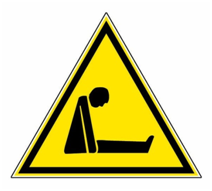
Pictogramme du risque d'asphyxie

L’asphyxie résulte de la respiration d’un air appauvri en dioxygène. Cet appauvrissement peut provenir du remplacement de cet air par un autre gaz que ce soit volontairement (inertage) ou involontairement (fermentation ou décomposition dégageant du CO2, de l’H2S, etc.). L’asphyxie est une condition dans laquelle les cellules du corps ne reçoivent pas un approvisionnement suffisant en oxygène et entraîne la mort.
Les principaux gaz asphyxiants sont le monoxyde de carbone, le méthane, l’éthane, le diazote, le sulfure d’hydrogène et le dioxyde de carbone. Le danger vient du fait qu’ils sont incolores et inodores, d’où la nécessité d’un système de prévention et d’alerte efficace.
L’air respirable contient environ 21 % de dioxygène et en deçà d’une teneur d’environ 17 % le risque de perte de connaissance brutale, sans signe précurseur, est à craindre. La mort en souvent entraînée car le secours doit être immédiat. Cette diminution du taux d’O2 peut être liée à différents éléments. Lors du travail dans un espace confiné, deux types de mécanisme sont en cause : 
- la consommation de l’O2, souvent provoquée par combustion, qu’elle soit vive (chauffage avec flamme, soudage, etc.) ou lente (fermentation, rouille, chauffage catalytique, etc.) ou fixation sur un support quelconque (charbon actif humide par exemple) ;

- un  apport de gaz inerte, même non toxique.

Lors de la conception d'un espace de travail ou de repos pour le personnel, il faudra veiller à ne pas créer une atmosphère confinée, lieu le plus probable de cas d'asphyxie.

### Risques liés aux fluides cryogéniques

Pictogramme indiquant la présence de fluide cryogénique

Un fluide cryogénique est un gaz ou un liquide dont le point d’ébullition est inférieur à −150 °C.
Ils peuvent provoquer différents risques : sur la santé (asphyxie, brûlures et gelures, effet du froid), par explosion avec rupture du réservoir, dus à la modification des propriétés des matériaux.
Du fait des différents risques qu’entrainent les fluides cryogéniques, il est nécessaire d’utiliser du  matériel adapté, résistant à l'action du gaz et aux basses températures. 
On recense deux conséquences graves pour la santé, l’asphyxie et les brûlures / engelures. L’asphyxie résulte du fait qu’à température ambiante tous les fluides cryogéniques s’évaporent. Or un litre d’azote liquide représente environ 690 litres de gaz, donc dans les pièces mal ventilées le taux de dioxygène peut se retrouver en dessous des 21 % initialement présents.
Les brûlures résultent d’un contact direct ou indirect avec le fluide. Un contact direct avec la peau et / ou les yeux peut provoquer des lésions irréversibles. Un contact indirect, par exemple en touchant un métal qui a été en contact avec un fluide peut aussi provoquer des brûlures graves, ou par exemple en respirant de manière plus ou moins prolongée le nuage de gaz au-dessus du fluide cryogénique peut entrainer une brûlure des poumons.
La première des préventions est la formation du personnel aux risques et à l’utilisation de fluides cryogéniques. Cette formation doit porter sur les propriétés du fluide cryogénique utilisé tant à l'état liquide qu'à l'état gazeux, sur les instructions et la maintenance des équipements utilisés et les matériaux compatibles, sur les dispositifs de sécurité ainsi que les EPI, et sur les premiers soins et intervention d’urgence.

### Risques biochimiques
Les applications des biotechnologies dans le secteur industriel sont extrêmement variées et peuvent poser des risques biologiques. Étant donné la toute récente émergence de la biotechnologie et surtout de la biotechnologie blanche et que l’utilisation des agents biologiques (micro-organismes, algues, bactéries, etc.) diffère d’une industrie à une autre, le risque biologique associé n’a pas encore fait l’objet des études approfondies et à long termes afin qu’on obtienne une vue d’ensemble sur ce type de risque. 
Par exemple, dans l’industrie des biocarburants, si les matières premières ne sont pas correctement stockées à l'abri de l'humidité dans un local ventilé, les micro-organismes peuvent créer des risques pour le personnel (allergie, irritation, etc.). De plus, dans certaines conditions, la fermentation de la matière première peut engendrer des gaz inflammables ou dangereux pour la santé. Quant à la culture d’organismes vivants, si les bassins de culture des algues sont mal entretenus, il n'est pas exclu que des zones de fermentation se créent, générant alors des gaz dangereux, comme l'H2S.
Des agents biologiques pourraient entraîner des conséquences graves comme des maladies respiratoires : l’asthme, pneumopathie d’hypersensibilité, bronchopneumopathie chronique obstructive (BPCO), etc.
Afin de réduire au minimum les risques biologiques, des mesures de prévention sont à prendre pour Lutter contre l’exposition aux poussières contaminées, contre la prolifération d’agents biologiques. Il est également impératif de respecter des mesures d’hygiène pour éviter le risque de contamination. En outre, une attention particulière aux personnes immunodéprimées est à portée par le médecin de travail.

### Stockage des produits chimiques
Le stockage sécurisé de produits chimiques doit limiter les risques existants et en évitant la création de nouveaux. Pour cela il faut :
- Disposer de fiches de données de sécurité qui correspondent aux produits stockés.
- Stocker les produits dans des lieux ventilés.
- Disposer de cuves de rétention afin de retenir les produits en cas de fuites.
- Stocker les produits dans un local extérieur, et garder uniquement les quantités nécessaires à proximité des postes de travail (dans une armoire de stockage par exemple).

Le responsable du stockage des produits chimiques devra également faire attention à la compatibilité des produits, que ce soit pour le stockage (ne pas stocker les bases et les acides ensembles, ne pas stocker de produits réagissant avec de l’eau à proximité de canalisations, etc.), ou pour les cuves de rétention (ne pas utiliser de matériaux attaquables par les produits qui doivent être retenus en cas de fuites).
Enfin il appartient au responsable du stockage de hiérarchiser le niveau de dangerosité des produits utilisés afin de les stocker dans les meilleures conditions possibles.

### Tri des déchets
Des déchets dangereux sont issus de presque toutes les activités industrielles. Un déchet chimique ou toxique peut affecter l'environnement et la santé humaine. Ces déchets sont classés en 3 catégories selon que le risque soit physique, chimique et/ou biologiques. 
Plus précisément, la communauté européenne définit comme catégorie de déchets dangereux :
1. les DIS (Déchets Industriels Spéciaux) composés de déchets radioactifs, de déchets de soins, et de déchets issus de laboratoires et industries chimiques ; et qui doivent subir un acheminement et une élimination spécifique ;
2. les DIB (Déchets industriels Inertes ou Banals) présentant moins de risques que les précédents ;
3. les ordures ménagères.

Pour que la gestion des déchets soit efficace, le manipulateur doit identifier des dangers. La FDS et l’étiquette sont les deux instruments réglementaires utilisés pour communiquer sur ces dangers.
La gestion de déchet varie selon le type de déchets. 6 grandes familles sont :
1. déchets chimiques non toxiques ;
2. déchets acido-basiques ;
3. déchets contenant des ions métalliques toxiques ;
4. déchets contenant des oxydants ;
5. déchets inorganiques toxiques ;
6. déchets organiques.

## Risques liés à des substances ototoxiques
Dans une entreprise utilisant des produits chimiques, le bruit n’est pas le seul facteur responsable d’une possible baisse d’audition. En effet, certains produits chimiques, dits « ototoxiques » peuvent fragiliser l’oreille.
Par inhalation ces substances se retrouvent dans les canaux sanguins et vont atteindre l’oreille interne et notamment la cochlée, puis détériorer les cellules ciliées de la cochlée. Ces dernières sont capables grâce à leurs cils de se contracter et de se relaxer, ce qui a pour effet de convertir l’énergie mécanique provenant d’une onde sonore en signaux électriques pour le cerveau, une détérioration de ces cellules entraînera donc une perte d’audition.
Les substances ototoxiques peuvent provenir du milieu professionnel  comme les solvants aromatiques (toluène, cyclohexane, …) utilisés dans l’industrie chimique, mais peuvent être aussi extra-professionnels. Les antibiotiques de type aminoglycosides ou aminosides essentiellement prescrits en milieu hospitalier et des anticancéreux sont eux aussi ototoxiques.
Il n'existe pour l’instant pas de règlement spécifiques concernant ces substances, la prévention de ce risque est gérée par le médecin du travail. Il doit s’informer des traitements reçus par le salarié afin de mettre en œuvre les solutions pour protéger sa santé, et éventuellement trouver des substituts aux médicaments à risque.

## Aide à l'analyse, à la réévaluation et prévention du risque chimique
Des formations et logiciels spécialisées portent sur ce thème (géré en France par et l'INRS et depuis 2005 par l'Anses (qui publie régulièrement des avis, généralement ensuite transcrits dans la réglementation par le ministère français du Travail.
En France, l'INRS avec l'aide de la DGT (Direction des risques professionnels) et diverses organisations professionnelles ont en 2015 mis à disposition de tous (novice ou plus expert) un logiciel nommé SEIRICH. Il aide à identifier et classer (en termes de risque) les produits dangereux, et à évaluer les risques chimiques pour l'entreprise qui les utilise. Il est accompagné d'un tutoriel et d'un quiz permettant de déterminer la version de SEIRICH la plus adaptée au niveau de l'utilisateur. Un outil d'aide au repérage des substances est aussi joint